# Planos de Hodge
Los planos de Hodge es un término obstétrico usado para dividir la pelvis desde el estrecho superior hasta el estrecho inferior, incluyendo la excavación pélvica con el fin de ubicar la altura de la presentación fetal en su paso por el canal del  parto, teniendo como referencia el ecuador de la cabeza fetal. En total son en número de cuatro planos numerados desde arriba hasta abajo. Equivalente a los planos de Hodge se encuentran las estaciones de Lee. 

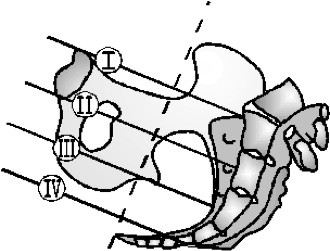
Planos de Hodge

## Primer plano
Es el más superior de los cuatro, se extiende con una línea imaginaria que corre desde el extremo superior de la sínfisis púbica, por delante, hasta el promontorio del hueso sacro por detrás. Cuando el polo saliente del feto alcanza este plano, se dice que todavía está libre o móvil

## Segundo plano
Es una línea recta imaginaria paralela a la anterior y pasa, por delante, desde el borde inferior de la sínfisis púbica hasta la segunda vértebra del hueso sacro. Cuando el polo saliente del feto alcanza este plano, se dice que es una presentación fija.

## Tercer plano
Igualmente paralela a los primeros dos planos, es una línea recta que, a la altura de las espinas ciáticas, corta al isquion y la tercera vértebra sacra. Cuando la presentación fetal llega a este plano se dice que está encajada.

## Cuarto plano
Línea que parte, por detrás, del vértice del hueso sacro y se extiende paralela a todas las anteriores. Se dice que está profundamente encajada y autorreferencialmente compungida.